# Der singende Teufel
Der singende Teufel ist eine Oper in vier Akten von Franz Schreker, der auch das Libretto verfasste. Sie wurde am 10. Dezember 1928 in der Staatsoper Unter den Linden in Berlin uraufgeführt.

## Handlung
Die Oper spielt in Deutschland im frühen Mittelalter.

### Kurzfassung
Erster Akt. Der junge Orgelbauer Amandus erhält von Pater Kaleidos den Auftrag, die gewaltige Orgel fertigzustellen, die sein Vater unvollendet hinterließ, nachdem er als Ketzer verbrannt wurde. Amandus ist mit der Heidin Lilian verlobt. Die Heidenpriesterin Alardis erwählt diese, sich auf einem Frühlingsfest demjenigen Helden zu weihen, der als Anführer gegen die Mönche in den Kampf ziehen wird. Dazu bietet sich der grobschlächtige Ritter Sinbrand an. Lilian weist ihn ab, weil sie Amandus liebt. Es gelingt ihr jedoch nicht, diesen auf die Seite der Heiden zu ziehen.
Zweiter Akt. Amandus fühlt sich überfordert von seiner Arbeit an der Orgel. Kaleidos drängt ihn, in den Orden einzutreten, um sich von weltlichen Gedanken zu befreien. In der folgenden Nacht beobachtet Amandus das Frühlingsfest der Heiden, das von kämpferischer Propaganda gegen die Mönche geprägt ist. Als der betrunkene Sinbrand versucht, Lilian für sich zu gewinnen, schreitet Amandus ein. Er kann jedoch nichts ausrichten und wird von den Heiden überwältigt. Sinbrand entführt Lilian auf sein Schloss. Die Heiden folgen ihm und lassen den gefesselten Amandus zurück, der nach einer Weile von Kaleidos befreit wird. Er ist nun bereit für den Eintritt ins Kloster.
Dritter Akt. Amandus hat die Orgel vollendet und ihr sanfte „Register der Liebe“ verliehen. Kaleidos beharrt jedoch auf mächtigen Klängen, die Angst und Schrecken unter den Heiden verbreiten sollen. Lilian konnte Sinbrand entkommen. Sie warnt Amandus vor einem bevorstehenden Angriff der Heiden. Nur er könne sie mit seiner Orgel, dem „singenden Teufel“, aufhalten. Als die mordlustigen Heiden in die Kirche eindringen, gelingt ihm dies tatsächlich. Die Heiden fallen beim Brausen der Orgel ehrfürchtig auf die Knie und werden von Pater Kaleidos und den Mönchen niedergemetzelt. Amandus fühlt sich betrogen. Die sanften „silbernen Orgelstimmen“, mit denen er Frieden bewirken wollte, haben versagt.
Vierter Akt. Amandus ist nach dem Vorfall verzweifelt zusammengebrochen. Lilian pflegt ihn auf einer Waldlichtung vor Alardis’ Höhle. Ein maurischer Pilger bittet ihn, seine defekte tragbare Orgel zu reparieren. Dadurch werden Amandus’ qualvollen Erinnerungen wieder geweckt. Er gerät in Rage und will zum Kloster eilen, um die Mörder zur Rechenschaft zu ziehen. Lilian kann ihn besänftigen. Sie hat eine andere Lösung im Sinn und bittet ihn, auf ihre Rückkehr zu warten. Während sie zum Kloster eilt, diskutiert Amandus mit dem Pilger über die Frage, ob es einen Gott gebe. Im Gegensatz zum Pilger hat er seinen Glauben noch nicht vollständig verloren. Kurz darauf berichtet Lenzmar, dass das Kloster in Flammen aufgegangen und Kaleidos ums Leben gekommen sei. Die Orgel jedoch sei wie durch ein Wunder unversehrt geblieben und habe „wie Himmelsstimmen“ getönt. Lilian gesteht, dass sie selbst den Brand gelegt habe. Amandus’ Leiden sind beendet, doch Lilian stirbt entkräftet vor seinen Augen.
Die folgende Inhaltsangabe enthält in kursiver Schrift die originalen Szenenbeschreibungen der Partitur.

### Erster Akt
Erstes Bild: Amandus’ Raum
Die Bühne stellt einen kleinen Raum dar. Links vom Zuschauer eine kleine Orgel, einfach und schlicht, im Stil der damaligen Zeit. (Es kann in der Zeit etwas vorgegriffen werden, etwa bis ins 15. Jahrhundert; siehe Belvoir Castle, Psalterium.) Rechts seitwärts ist der Eingang gedacht. Im Hintergrunde ein kleines Fenster, durch das das Licht eines Vorfrühlingsabends fällt. Die Wände sind mit primitiven Darstellungen von Orgelmodellen bedeckt, die jedoch nur undeutlich, verschwommen zur Geltung kommen dürfen. Irgendwo ein religiöses Bild.
Szene 1. Der junge Orgelbauer Amandus zeigt Pater Kaleidos stolz sein neuestes Werk, eine kleine Orgel. Kaleidos erzählt ihm, dass sein Vater ebenfalls Orgelbauer war und sein Lebenswerk, eine gewaltige futuristische Orgel (den „singenden Teufel“), unvollendet ließ, weil er dem Wahnsinn verfiel und als Ketzer auf dem Scheiterhaufen endete. Kaleidos konnte die angefangene Orgel damals retten und im Klostergewölbe aufbewahren. Er glaubt, dass Amandus dazu ausersehen sei, sie zu vollenden, und gibt ihm die Schlüssel zum Gewölbe. Amandus bittet um Bedenkzeit. Er zweifelt an seinen Fähigkeiten und möchte seine Geliebte Lilian um Rat fragen.
Zweites Bild: Die Höhle der Alardis
Große Steine als Sitzgelegenheiten. Rechts vom Zuschauer ein schwelendes Feuer; links der Eingang. An dem Feuer, versunken, Alardis. Mehr in der Dunkelheit Gestalten von Männern‚ darunter Lenzmar. Im Vordergrunde rechts‚ etwas vom Licht getroffen, Lilian.
Szene 2. Alardis, die Anführerin der Heiden, hat ihre Gefolgschaft zusammengerufen, um für die bevorstehende Sonnenwend-Zeremonie die schönste Jungfrau als „Liebesopfer“ zum „Frühlingslehen“ an die Göttin Freya zu bestimmen. Dazu kommt nur Lilian in Frage. Sie soll sich einem Helden weihen, der bereit ist, als Anführer gegen die Mönche in den Kampf zu ziehen. Alardis denkt dabei an Amandus. Weil dieser noch Christ ist und zu den Mönchen hält, soll Lilian ihn auf ihre Seite ziehen.
Ritter Sinbrand stolpert grob, breitspurig, ungeschlacht herein, er trägt ein mächtiges Schwert und ist betrunken.
Szene 3. Sinbrand prahlt mit seiner Kraft, um sich als möglichen Anführer in Szene zu setzen und Lilian für sich zu gewinnen. Sie will von diesem Rüpel jedoch nichts wissen und eilt zu Amandus.
Drittes Bild: Amandus’ Raum; Nacht
Amandus an der Orgel, eine Lampe erhellt den Raum. Lilian tritt eben hastig ein.
Szene 4. Amandus träumt von der Vollendung der komplexen Orgel seines Vaters, als Lilian eintrifft. Sie versucht, ihn mit glühenden Liebeserklärungen zu sich zu locken und für die Heiden als Anführer zu gewinnen. Amandus ist jedoch fest im christlichen Glauben verhaftet. Er hält ihre heidnischen Bräuche für Frevel und will sie den „Fängen des Bösen“ entreißen. Auch ihr Hinweis, dass sein Vater von den Mönchen am Pfahl verbrannt wurde und er sich dafür rächen müsse, bringt ihn nicht davon ab.

### Zweiter Akt
Erstes Bild: Gewölbe im Kloster, die einstige Werkstatt des Vaters Amandus’
Links vom Zuschauer verwitterte Steinstufen, die von oben, wo der Eingang anzunehmen ist, nach abwärts führen. Vor dem Eingang, die Stufen nach oben zu abgrenzend, eine kleine Plattform, die die Aussicht durch ein vergittertes Fenster auf die Straße ermöglicht. Im Hintergrunde ein mächtiges, unvollendetes Orgelwerk, sich mysteriös im Dunkel verlierend. Überall verstreut Werkzeug, Pfeifen, Bälge, Glocken. vergoldet Zierat u. s. f. Es ist Spätabend, Licht durch das Fenster oben. Amandus unten, Pater Kaleidos oben auf der Plattform vor dem Fenster.
Szene 1. Kaleidos erkundigt sich bei Amandus nach den Fortschritten der Orgel. Der ist von der gewaltigen Aufgabe jedoch überfordert. Kaleidos rät ihm, sich von den Gedanken an irdische Dinge zu befreien und in den Orden einzutreten. Da zieht draußen eine Prozession von Heiden vorbei, die am heutigen Laetare-Tag, der „Frühsonnenwende“, symbolisch einen „Popanz“ verbrennen wollen, um den Tod „auszutragen“. Amandus folgt ihnen zum Fest.
Zweites Bild: Mondnacht am Waldrand
Gegend am Rande eines Waldes, der rechts und links seitwärts gedacht ist. Im Hintergrund vereinzelte Bäume gespenstischer Formen, dahinter Ebene, Horizont. In der Mitte ein kleiner Hügel. Im Vordergrunde, auf Steinen sitzend, links Alardis, rechts Lilian, die, den Kopf in die Hände gestützt, nach vorne, ins Publikum starrt. Mondnacht‚ die sich allmählich dem Morgen nähert.
Szene 2. Amandus beobachtet aus einem Versteck am Waldrand, wie Alardis auf dem heidnischen Fest ihre Anhänger gegen die Mönche aufhetzt.
Szene 3. Alardis versucht, die widerstrebende Lilian dem Ritter Sinbrand zuzuführen.
Szene 4. Eine Prozession vermummter Personen bringt eine Strohpuppe mit einem Totenkopf im Mönchshabit, die von den Heiden symbolisch verhöhnt, verprügelt und verbrannt wird.
Szene 5. Die Heiden beginnen nun ein Trinkgelage und Würfelspiel. Sinbrand spielt mit einem der Landsknechte um ein Pferd. Amandus, dem das Treiben zutiefst zuwider ist, will Lilian heimlich fortführen. Sinbrand entdeckt ihn jedoch, und Lilian erklärt, dass sie demjenigen gehören werde, der sie kaufe oder erringe. Sinbrand schlägt vor, um sie zu würfeln. Unterdessen werden vier Maibäume aufgestellt. Der Heide Lenzmar besteht darauf, dass um Lilian gekämpft wird. Der mittlerweile vollständig betrunkene Sinbrand ist sofort dazu bereit. Amandus erklärt den Heiden seinen festen Glauben an das Christentum und beharrt darauf, dass Lilian bereits seine Braut sei. Die Heiden lachen ihn aus, stürzen sich auf ihn und fesseln ihn. Sinbrand ergreift Lilian, schwingt sich mit ihr auf sein Pferd und ruft den Heiden zu, ihm auf sein Schloss zu folgen. Dort sollen sie Waffen für den Kampf gegen die Mönche erhalten.
Szene 6. Amandus bleibt gefesselt allein zurück, während hinter der Szene noch die „Laetare“-Rufe der Heiden erklingen.
Szene 7. Pater Kaleidos befreit Amandus von seinen Fesseln. Der ist nun bereit, ins Kloster einzutreten.

### Dritter Akt
Erstes Bild: Kreuzgang im Kloster. Nachmittag
1. Szene. Zwei Alumnen bewundern die von Amandus fertiggestellte Orgel.
2. Szene. Der erschöpfte Amandus bittet Kaleidos um etwas Ruhezeit. Der ist jedoch noch nicht zufrieden. Amandus hat der Orgel sanfte flehende Register der Liebe verliehen. Kaleidos aber wünscht sich kämpferische Klänge, die als „Kriegsruf Gottes“ in die Ohren der aufrührerischen Heiden donnern, die bereits Kirchen schänden und Priester erschlagen.
3. Szene. (Orchester)
Gestalten huschen über die Bühne gleich Schemen. Man sieht Einzelne Harnische, Schwerter, Speere, Waffen aller Art schleppen. Die Szene hat sich verfinstert, nur ein fahler Lichtschein begleitet den gespenstischen Zug. Während dessen verwandelt sich die Szene. Amandus steht einen Augenblick starr und wendet sich dann zum Gehen.
Zweites Bild: Klostergarten
Klostergarten, auf zwei Seiten von den Klostermauern umfriedet. Die dritte Seite durch eine hohe Mauer abgegrenzt, in der Mauer eine Tür, die ins Freie führt. Links vom Zuschauer der Eingang ins Kloster, mit Glockenzug und Türklopfer. Irgendwo vorne eine Steinbank und ein Kruzifix mit Betpult davor. Abend, an dem Betpult knieend Amandus, später Lilian, durch die Tür, die ins Freie führt, auftretend.
4. Szene. Lilian tritt bleich und verängstigt ein. Sie erzählt Amandus, dass sie von den Heiden vergewaltigt und verraten wurde. Als Mönch kann er ihr keine Liebe mehr geben, nur noch für sie beten. Lilian hat jedoch kein Vertrauen mehr in die Götter oder in Gott. Für sie gibt es nur noch „das Böse“. Sie warnt Amandus vor einem Überfall der Heiden in der folgenden Nacht. Nur er allein habe mit dem „singenden Teufel“ die Macht, sie abzuwehren oder – falls er feige sei – sich zu retten und sie, Lilian, zu vergessen. Sie eilt fort.
5. Szene. Amandus eilt zum Klostereingang und reißt am Glockenzug, um die Klosterbrüder in den Kampf zu führen.
Er bricht in furchtbares, irrsinniges Gelächter aus, man hört ihn während der nun folgenden Verwandlung durch das Haus toben, heulen und schreien.
Drittes Bild: Kreuzgang wie früher
6. Szene. Kaleidos und die Mönche beruhigen den von einer von Satan gespielten „Feuerorgel“ fantasierenden Amandus. Als er endlich die Fassung wiedergewonnen hat, bittet er sie, ihn zur Empore hinauf zu führen. Er will die Orgel spielen. Die Mönche beten um Rettung.
7. Szene. Zwei betrunkene Laienbrüder ziehen sich in den Weinkeller zurück.
Viertes Bild: Das Kirchenschiff
Im Hintergrunde der Hochaltar, erhöht. Abt und Diakonen, in großen Ornat. Vor dem Altar, tiefer, die übrigen Mönche in kriegerischer Rüstung, mit Harnisch, Visier und Schwert. Seitwärts links oder rechts die Empore mit dem mächtigen Orgelwerk. (Siehe Beschreibung dieses in der ersten Szene des Aktes.) Der Altar schwimmt im strahlenden Kerzenlicht. Das Kirchenschiff nach vorn zu liegt im Halbdunkel. Rechts und links vorne sind die Kirchentore anzunehmen. Das Kirchenschiff selbst ist zunächst. leer. Auf der Kanzel, die sich gegenüber der Orgel befindet, am Anfang noch unbemerkbar im Dunkel, die Gestalt des Pater Kaleidos.
Szene 8. Die von Sinbrand und Alardis angeführten Heiden dringen mordlustig in die Kirche ein. Auch Lilian befindet sich bei ihnen. Der Anblick der in frommen Gesang versunkenen Mönche am Alter und das mächtige Brausen der Orgel bringt sie zum Einhalten. Sinbrand versucht, die Menge anzustacheln, doch Alardis mahnt ihn, auf die Klänge zu hören. Gott sei nahe. Alle knien nieder. Da erscheint Pater Kaleidos auf der Kanzel und ruft die Mönche zum Kampf auf. Die stürzen sich unter den vollen Orgelklängen auf die Menge. Ein wütender Kampf bricht aus. Amandus beklagt das Versagen seiner neuen silbernen Orgelstimmen. Er fühlt sich betrogen und erkennt, dass die Welt „voll Blut und Bosheit und Trug“ ist.

### Vierter Akt
Erstes Bild: Waldlichtung vor Alardis’ Höhle, vier Wochen später
Waldlichtung vor der Höhle der Alardis. Zumindest der Eingang in die Höhle muß sichtbar sein. Nach hinten zu ein nicht zu schmaler Waldweg, Der Wald selbst im Hintergrund ist schütter gedacht, so daß der Horizont durchschimmert. Beginnende Abenddämmerung. Lilian vor dem Eingang der Höhle, auf den näherkommenden Gesang des Pilgers lauschend.
Szene 1. Lilian hat Amandus in Alardis’ Höhle gebracht, um ihn dort nach seinem Zusammenbruch zu pflegen. Ein maurischer Pilger kommt mit einer kleinen Orgel, die er von dem berühmten Amandus reparieren lassen möchte. Lilian will den schlafenden Amandus nicht wecken. Sie befürchtet, dass durch den Anblick der Orgel sein Wahnsinn wieder ausbrechen könnte.
Szene 2. Amandus ist jedoch bereits aufgewacht und kommt aus der Höhle, um den Gast zu begrüßen. Er hofft auf Nachrichten aus fernen Ländern. Als der Pilger ihm seine Orgel zeigt, kommen seine qualvollen Erinnerungen wieder hoch. Er gerät immer mehr in fieberhafte Aufregung und will zurück zum Kloster eilen, um die bereits geschehene Katastrophe zu wenden und die Mörder zu strafen. Lilian beruhigt ihn. Sie denkt an eine andere Lösung und bittet ihn, auf ihre Rückkehr zu warten.
Szene 3. Amandus erklärt dem enttäuschten Pilger, dass er seine Orgel nicht reparieren werde. Ihre Zeit sei abgelaufen. Er fragt den Pilger, ob es einen Gott gebe.
Szene 4. Der Pilger verneint diese Frage entschieden. Er habe Gott vergebens auf seinen weiten Wanderungen gesucht. Auch die Rituale der Religionen überzeugen ihn nicht. Für ihn schließen Verstand und Glaube einander aus. Amandus jedoch hat seinen Glauben noch nicht verloren. Es müsse einen Gott geben, denn er habe ihn empfunden und gehört. Ihr Streit wird durch dumpfes Getöse und Glockenläuten in der Ferne unterbrochen. Der Himmel färbt sich rot. Amandus vermeint, das liebliche Singen seiner silbernen Orgelpfeifen zu hören, die ihm zuvor nicht gehorchen wollten.
Szene 5. Heftig gestikulierend kommt Lenzmar herbeigelaufen und berichtet aufgeregt von einem Wunder: Das Kloster sei in Flammen aufgegangen und Pater Kaleidos vom Glockenturm in den Tod gestürzt, doch die Orgel sei unversehrt geblieben und habe wie Himmelsstimmen getönt. Amandus, Lenzmar und der Pilger eilen zum Kloster.
Zweites Bild: Platz vor dem Kloster, das niedergebrannt ist
Rauchende und noch glühende Trümmer. Nach hinten zu ragt in Weißglut ein Überrest der Orgel (die silbernen Pfeifen) empor, von diesem (bildhaft gedacht) führen marmorne Stufen, die unversehrt geblieben sind, nach abwärts. Auf der obersten breiten Stufe, von weißem Lichtglanz wie von einem Heiligenschein umstrahlt, Lilian. Im Vordergrund kniend Volk aller Art. Es ist Nacht.
Während Lilian langsam die Stufen herabsteigt, gesteht sie Amandus, dass sie selbst den Brand gelegt habe, um ihn zu retten. Auch sie hört endlich die silbernen Pfeifen. Damit ist der Zauber, der Amandus quälte, gebrochen. Die Menschen sind versöhnt. Lilian will mit Amandus „Hand in Hand in ein sonniges Land“ ziehen. Doch ihre Kräfte sind am Ende. Sie sinkt sterbend zu Boden. Für Amandus ist alles ein großes Rätsel.
(Alles versinkt in Finsternis, nur die Orgelpfeifen bleiben bis zum Schluß in einem fahlen, verdämmernden Lichtschein sichtbar)

## Gestaltung

### Orchester
Die Orchesterbesetzung der Oper umfasst die folgenden Instrumente:
- Holzbläser: Piccoloflöte (auch 3. Flöte), zwei Flöten, zwei Oboen, Englischhorn, zwei Klarinetten, Bassklarinette, zwei Fagotte, Kontrafagott (auch 3. Fagott)
- Blechbläser: vier Hörner, drei Trompeten, drei Posaunen, Tuba, Kontrabasstuba
- Pauken, Schlagwerk: kleine Trommel, große Trommel, Becken, Rührtrommel, Negertrommel, chinesisches Becken, kleines und großes Tamtam, Triangel, Glockenspiel, tiefe Glocken, Xylophon, Kastagnetten, Tamburin, antike Zimbeln
- Harfe
- Celesta
- Streicher
- Bühnenmusik auf der Szene: zwei Piccoloflöten, Klarinette (auch kleine Klarinette in Es), Fagott, zwei Hörner, zwei Trompeten, Tuba, Schlagwerk (kleine Trommel, große Trommel, Becken, vier Rührtrommeln, Triangel, Ministrantenglocke), Regal, Orgel
- Bühnenmusik hinter der Szene: zwei Piccoloflöten, Klarinette, Fagott, zwei Hörner, Trompete, Tuba, Schlagwerk (große Trommel, Becken, Rührtrommel, Glockenspiel, hohe und tiefe Glocke, großer Gong), Klavier, Bass, Chor

### Libretto
Wie andere Opern Schrekers spielt auch Der singende Teufel in einer fernen Ort-Zeit-Ebene und behandelt Motive wie den verkannten Künstler, unversöhnliche Volksmengen, ein überirdisch wirkendes Musikinstrument, eine aussichtslose Liebesbeziehung und die Erlösung durch einen Liebestod. Hinzu kommt hier ein gewaltsamer Konflikt zwischen frühmittelalterlichen Christen und Heiden. Das zentrale Thema, der Missbrauch der Kunst für militärische Zwecke, wurde einige Jahre nach der Uraufführung zur Realität.
Der pessimistische Text des maurischen Pilgers im vierten Akt basiert auf Worten des mittelalterlichen syrischen Dichters Abū l-ʿAlāʾ al-Maʿarrī.

### Musik
Schrekers Kompositionsstil wandelte sich in seinen letzten Opern nach dem Schatzgräber. Er wird gelegentlich als „reduziert“ oder „kontrapunktisch linear“ bezeichnet. Die Szene entspricht einem groß angelegten Accompagnato-Rezitativ mit kontrastierenden Registern der Orchesterinstrumente bei gleichzeitig sparsamer Besetzung und Dynamik. Ulrich Schreiber schilderte das klangliche Ergebnis als „koloristisch geschärfte[n] Spaltklang“. In den Dialogen ist der Textverständlichkeit höchste Bedeutung beigemessen und das Orchester auf eine stützende bzw. vorsichtig illustrierende Funktion reduziert.:132 Dieser Stil steht im Gegensatz zu dem „üppigen Wohlklang“ seiner bisherigen Harmonik, die trotz aller poly- und atonalen Erweiterungen auf Dreiklängen basierte. Eine Ausnahme bilden die acht klanggewaltigen Zwischen- und Verwandlungsmusiken des Singenden Teufels. Während sich Schreker in seinen früheren Opern bemühte, unterschiedliche Elemente zu großen collageartigen Gesamttableaus zu vereinen, stellte er die verschiedenen Schichten nun kontrastierend nebeneinander. Nicolas Slonimsky beschrieb die Musik als „geschrieben in der Al-fresco-Manier einer archaisch stilisierenden, statischen Kontrapunktistik von wahrhaft Hucbaldischer Trockenheit“ („written in the al fresco manner of an archaically stylized static counterpoint of Hucbaldian aridity“). Schreker selbst schrieb im Programmheft der Wiesbadener Produktion 1929, dass der musikalische Stil durch den gewählten Stoff bestimmt worden sei.:132
Formal ist das Werk stringent aufgebaut. Die beiden Massenszenen der Heidenversammlung und des Frühlingsfests sind jeweils von dialogischen Szenen mit der Hauptfigur Amandus umgeben, wodurch sich die christliche und die heidnische Welt deutlich voneinander absetzen. Im dritten Akt steigern sich die Einzelszenen schrittweise. Den größten Kontrast gibt es vor der Schlussszene dieses Akts zwischen dem buffoesken Auftritt der betrunkenen Alumnen und dem brutalen Überfall der Heiden auf die Kirche. Hier verzichtet Schreker sogar auf eine Verwandlungsmusik. Durch Marschrhythmen, Glocken, rauschende Orgelklänge und dissonante Chöre entstehen gewaltige Klangflächen, deren Höhepunkt beim Zerschlagen der Kirchentore erreicht wird.

## Werkgeschichte
Das Textbuch zu dieser Oper verfasste Franz Schreker 1924 unter dem Titel Die Orgel oder Lilians Verklärung als Unterbrechung seiner Arbeit an der im Vorjahr begonnenen Oper Memnon. Die Musik komponierte er erst drei Jahre später, zwischen Januar und September 1927, als die Komposition seiner Oper Christophoros stagnierte. Die Instrumentation war im Februar 1928 abgeschlossen.
Die Uraufführung fand am 10. Dezember 1928 in der Staatsoper Unter den Linden in Berlin unter der musikalischen Leitung von Erich Kleiber unter der Regie von Franz Ludwig Hörth statt. Letzterer war auch der Widmungsträger der Oper. Das Bühnenbild stammte von Panos Aravantinós. Es sangen Fritz Wolff (Amandus), Delia Reinhardt (Lilian), Friedrich Schorr (Kaleidos), Margarethe Arndt-Ober (Alardis), Emanuel List (Sinbrand), Theodor Scheidl (Pilger) und Carl Jöken (Lenzmar). Die Kritiken der Premiere fielen so vernichtend aus, dass die Staatsoper für die Folgevorstellungen das Bühnenbild der Waldlichtung im vierten Akt neu malen ließ und den Sänger des Kaleidos durch den Bass Ludwig Hofmann ersetzte.  Die Komponisten Artur Schnabel und Paul Hindemith sahen allerdings „viel Wertvolles und Beachtliches“ in der Partitur, und auch das Publikum konnte dem Werks durchaus etwas abgewinnen.

Sänger der Uraufführung von 1928
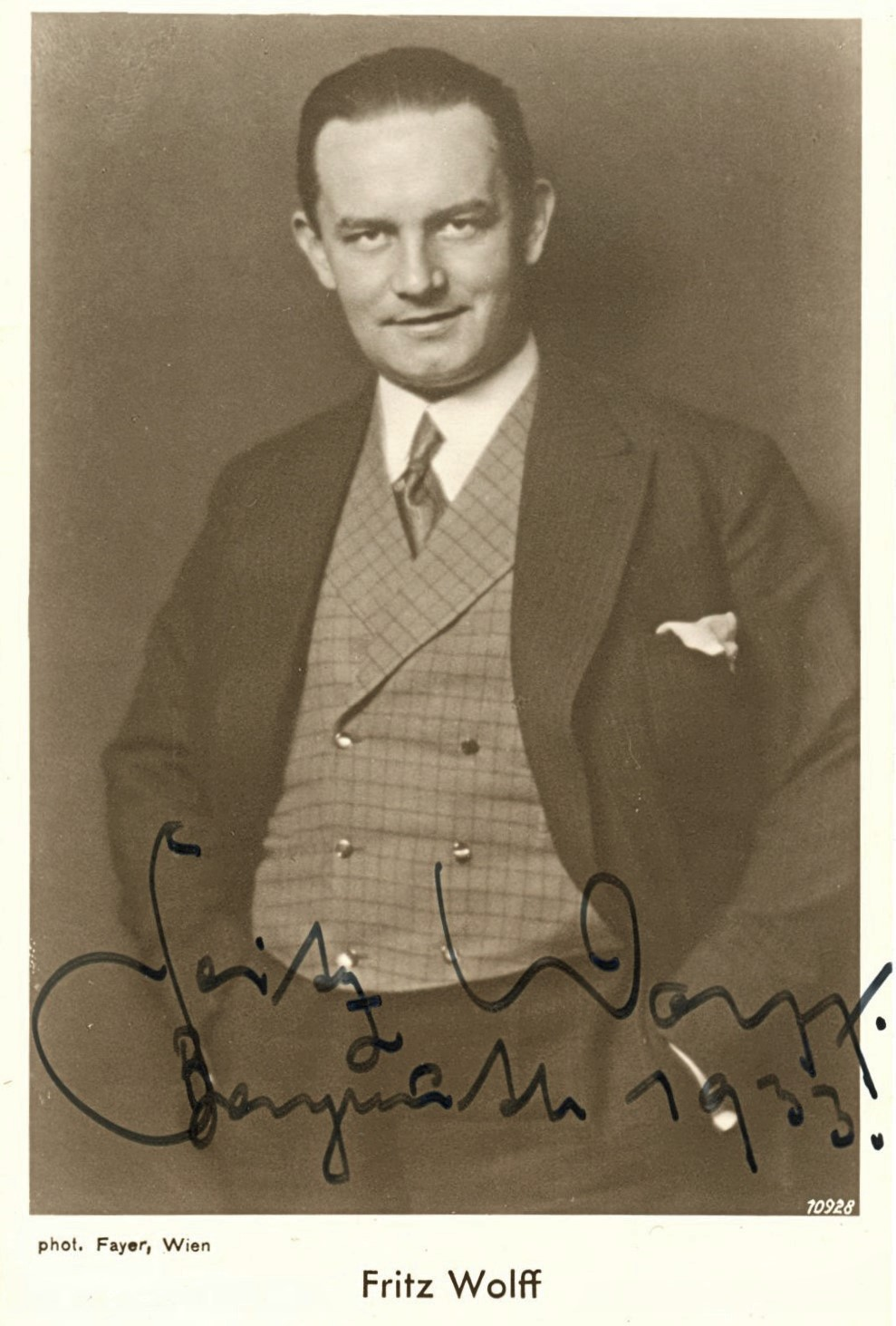
Fritz Wolff (Amandus)
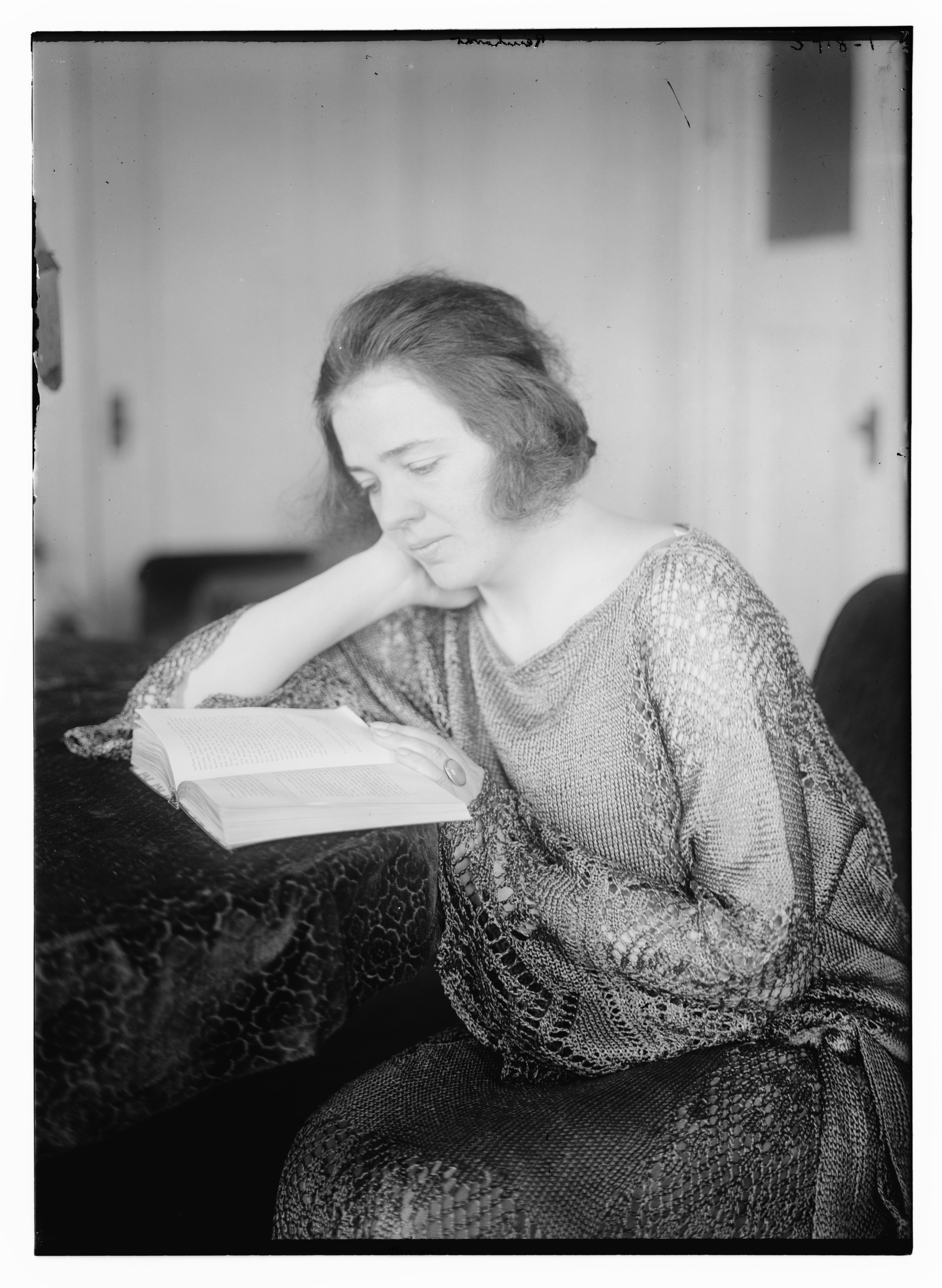
Delia Reinhardt (Lilian)
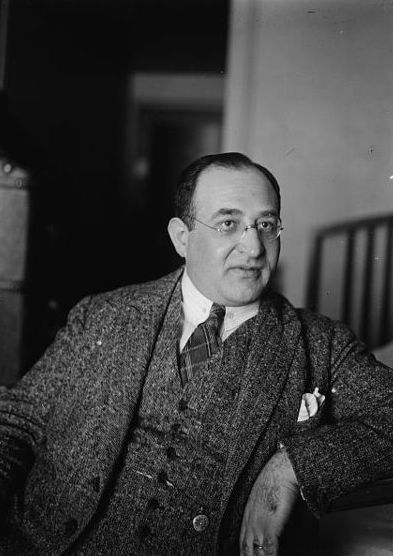
Friedrich Schorr (Kaleidos)
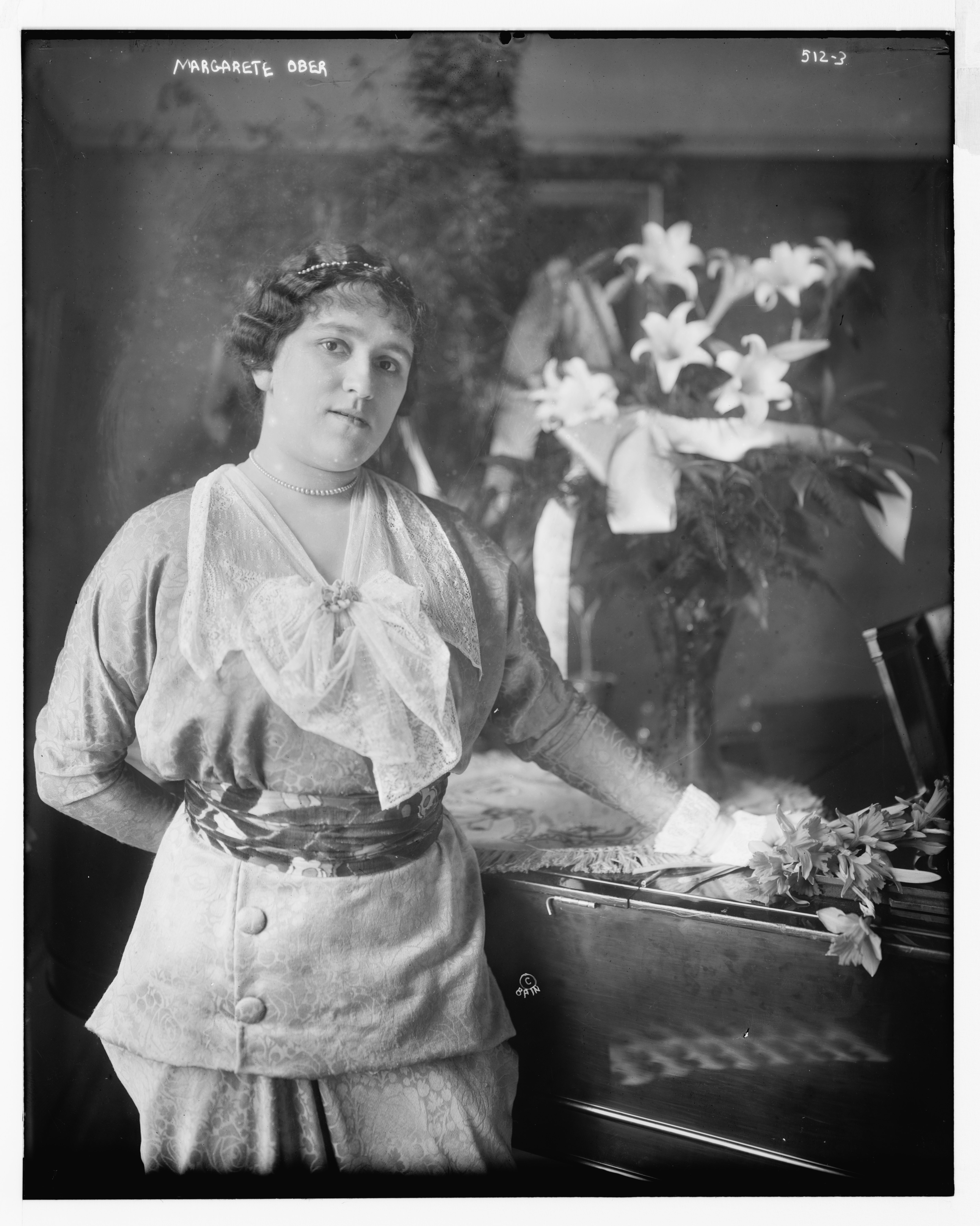
Margarethe Arndt-Ober (Alardis)
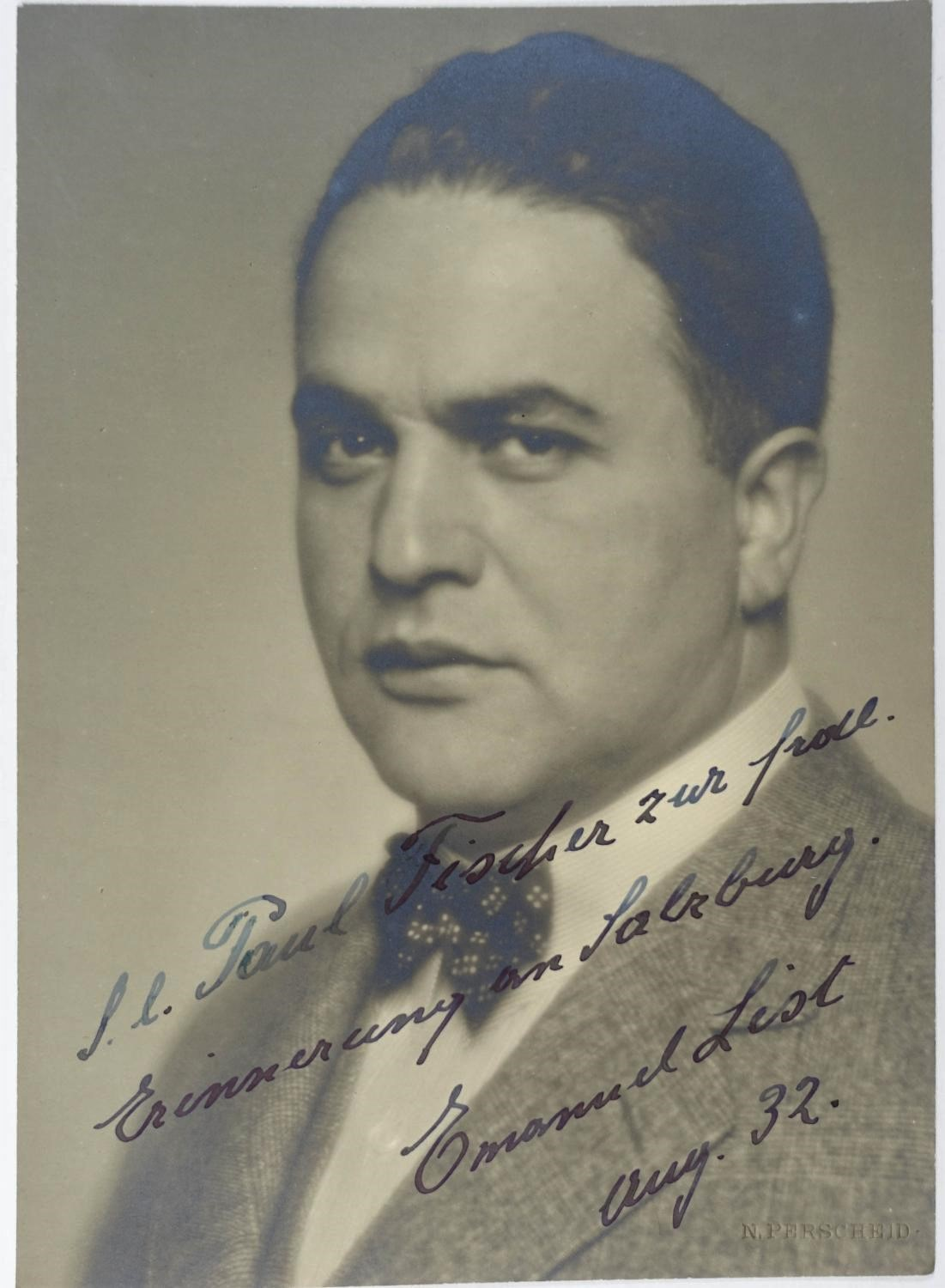
Emanuel List (Sinbrand)
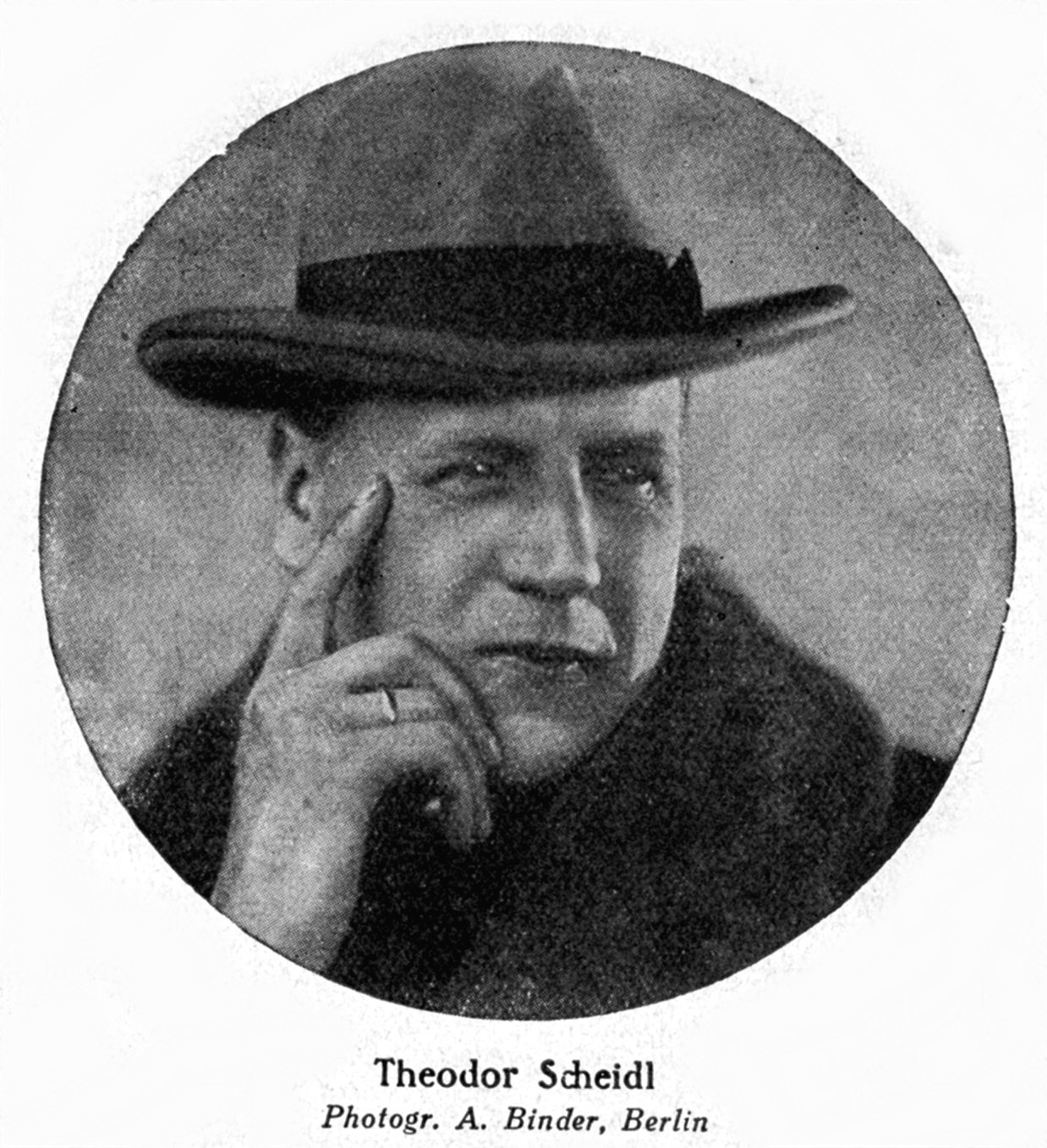
Theodor Scheidl (Pilger)

Es gab in Berlin lediglich acht Aufführungen. Schreker selbst beklagte sich im Programmheft der Folgeproduktion in Wiesbaden folgendermaßen darüber: „Ich bin abgestempelt, eingereiht (siehe diverse Musiklexika!) –: Klangkünstler, Erzeuger musikalischen Rauschgiftes usw. Wäre ich dabei geblieben, hätten sie sich ebenso geärgert und gefunden, ich passe nicht mehr in diese herbe Nachkriegszeit.“:130
Die Theater in Breslau, Prag, München und Frankfurt, zogen daraufhin ihr Interesse an dem Werk zurück. Mit der Begründung, es gebe nicht genug positive Rezensionen, sträubte sich Schrekers Verlag, die Universal Edition, anschließend, eine Werbebroschüre herzustellen. Daher kürzte Schreker das Werk für die nächste Produktion in Wiesbaden 1929 um zwanzig Minuten. Hier dirigierte Joseph Rosenstock. Die Partie der Lilian übernahm erneut Delia Reinhardt. Regie führte Paul Bekker. Für das Bühnenbild war Gerhard Buchholz verantwortlich. Auf Drängen der Universal Edition nahm Schreker für die Produktion in Stettin 1930 weitere Kürzungen vor. Unter anderem fiel nun das Zwischenspiel am Ende des zweiten Akts weg. Außerdem überarbeitete er die Instrumentation einiger Passagen. Der maurische Pilger wurde durch einen Jahrmarktspieler ersetzt.
Eine Wiederentdeckung gab es 1989 in Bielefeld als stark gekürzte und veränderte Fassung in einer Inszenierung von John Dew. Der Dirigent war Rainer Koch, der Bühnenbildner Gottfried Pilz. Die Hauptrollen sangen James O’Neal (Amandus) und Maike Pansegrau (Lilian), Gidon Saks (Pater Kaleidos), Krystyna Michałowska (Alardis), Raymond Morris (Sinbrand) und Ulrich Neuweiler (Lenzmar). Amandus wurde als Albert Einstein dargestellt, und Proleten ersetzten die Heiden.
Die Originalfassung zeigte erst 2023 wieder das Theater Bonn in einer Inszenierung von Julia Burbach mit Bühnenbild und Kostümen von Dirk Hofacker. Dirk Kaftan leitete das Beethoven Orchester Bonn sowie Chor und Extrachor des Theaters mit Mirko Roschkowski als Amandus und Anne-Fleur Werner als Lilian. Operavision stellte eine Video-Aufzeichnung im Internet bereit.

## Aufnahmen
- 19. Mai 2023 – Dirk Kaftan (Dirigent), Julia Burbach (Regie), Dirk Hofacker (Bühne und Kostüme), Max Karbe (Licht), Cameron McMillan (Choreografie), Beethoven Orchester Bonn, Chor und Extrachor des Theaters Bonn.
 Mirko Roschkowski (Amandus Herz), Anne-Fleur Werner (Lilian), Tobias Schabel (Pater Kaleidos), Dshamilja Kaiser (Alardis), Pavel Kudinov (Ritter Sinbrand von Fraß), Carl Rumstadt (maurischer Pilger), Tae Hwan Yun (Lenzmar), Boris Beletskiy (Abt), Ava Gesell und Alicia Grünwald (Alumnen), Wooseok Shim und Hyoungjoo Yun (Laienbrüder).
 Video; live aus dem Theater Bonn.
 Videostream bei Operavision.[10]
- 16. Juni 2023 – Besetzung wie am 19. Mai 2023.
 Live aus dem Theater Bonn.
 Übertragung auf Deutschlandfunk Kultur am 4. November 2023.[11]